# Johannes Baptista Hillen

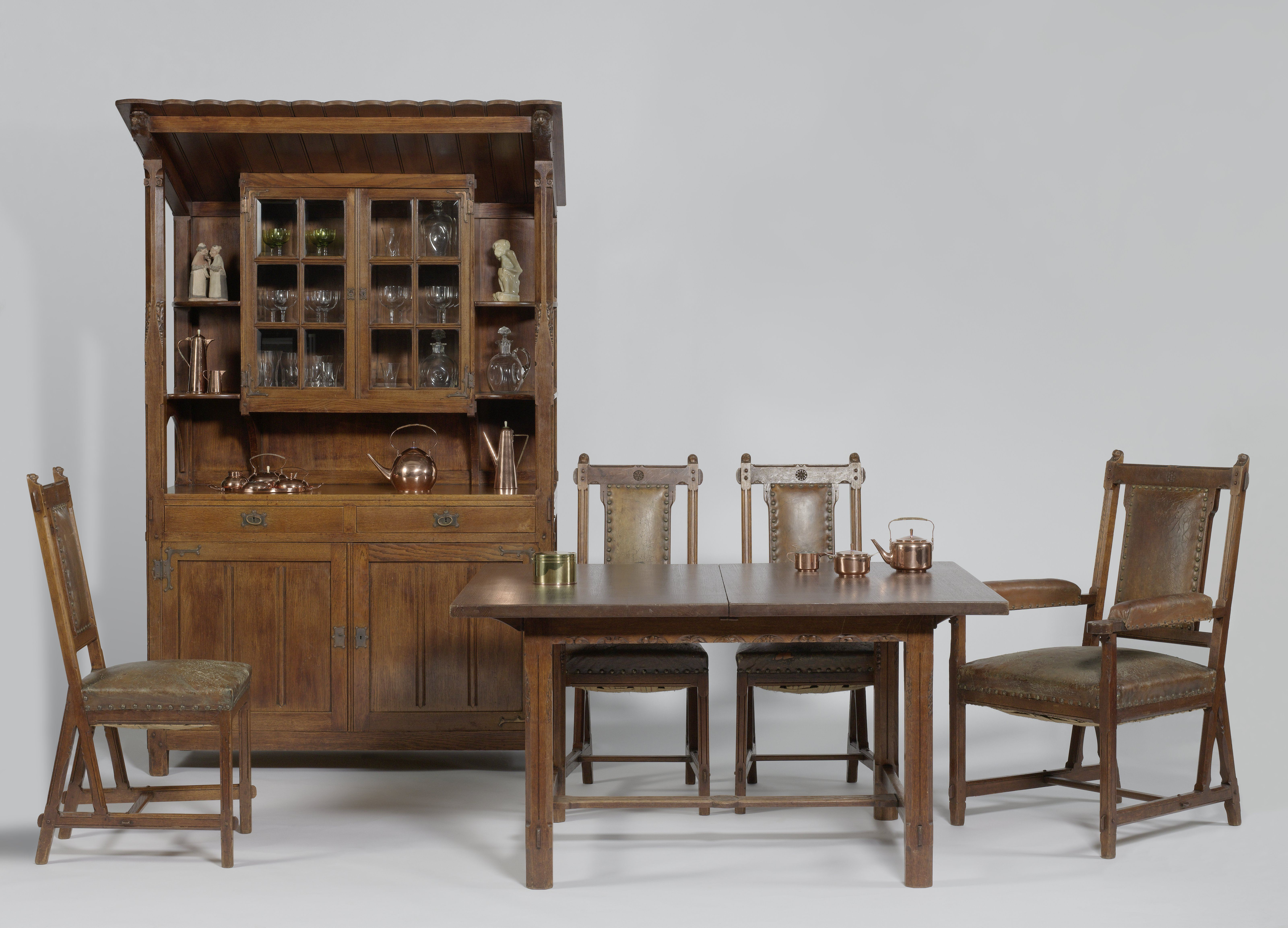
Eetkamerameublement van Berlage uitgevoerd door Hillen uit 1902, collectie Rijksmuseum

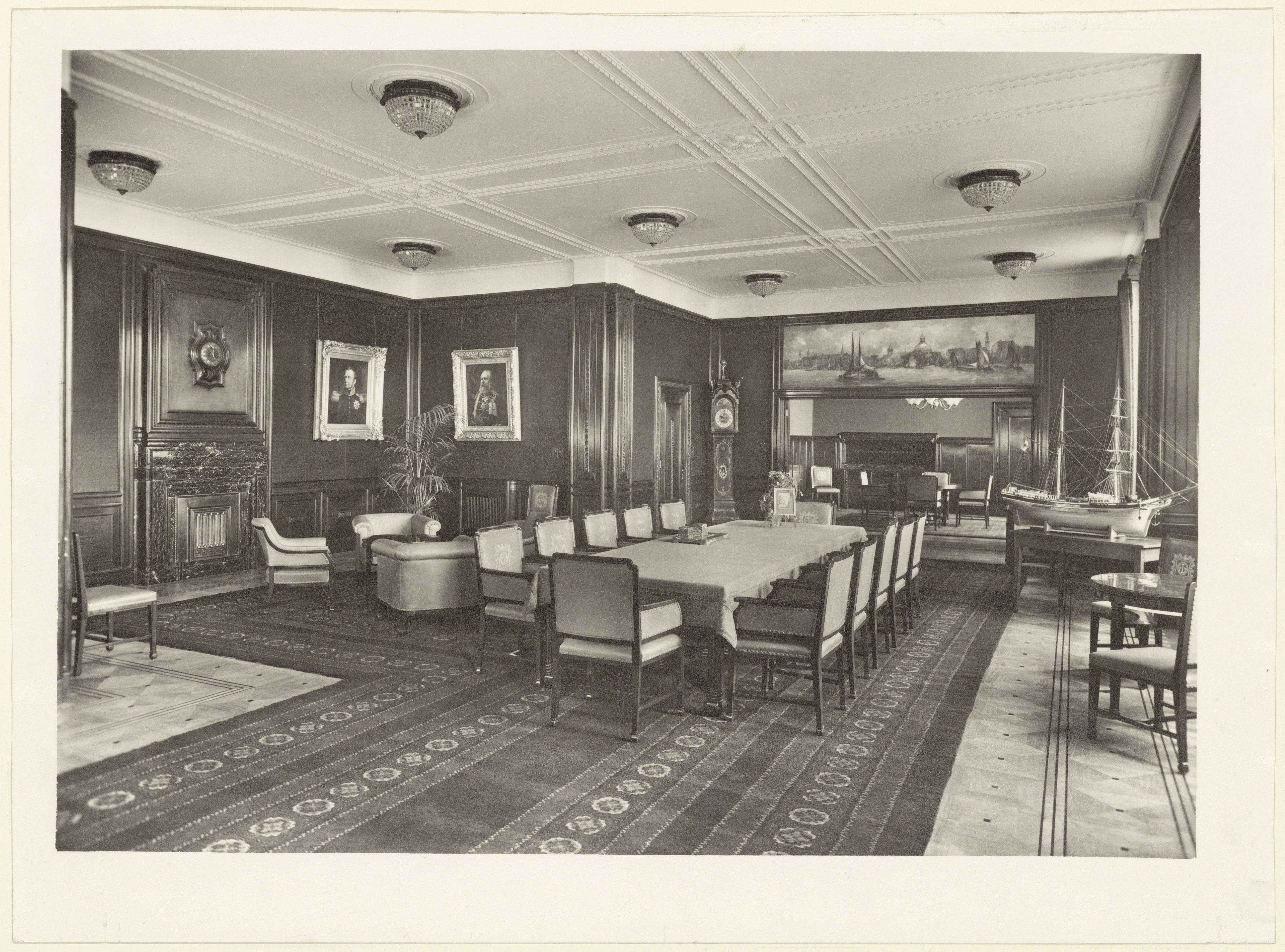
Directiekamer, vervaardigd door J.B. Hillen voor de Nederlandsche Handel-Maatschappij, Rokin 32 Amsterdam

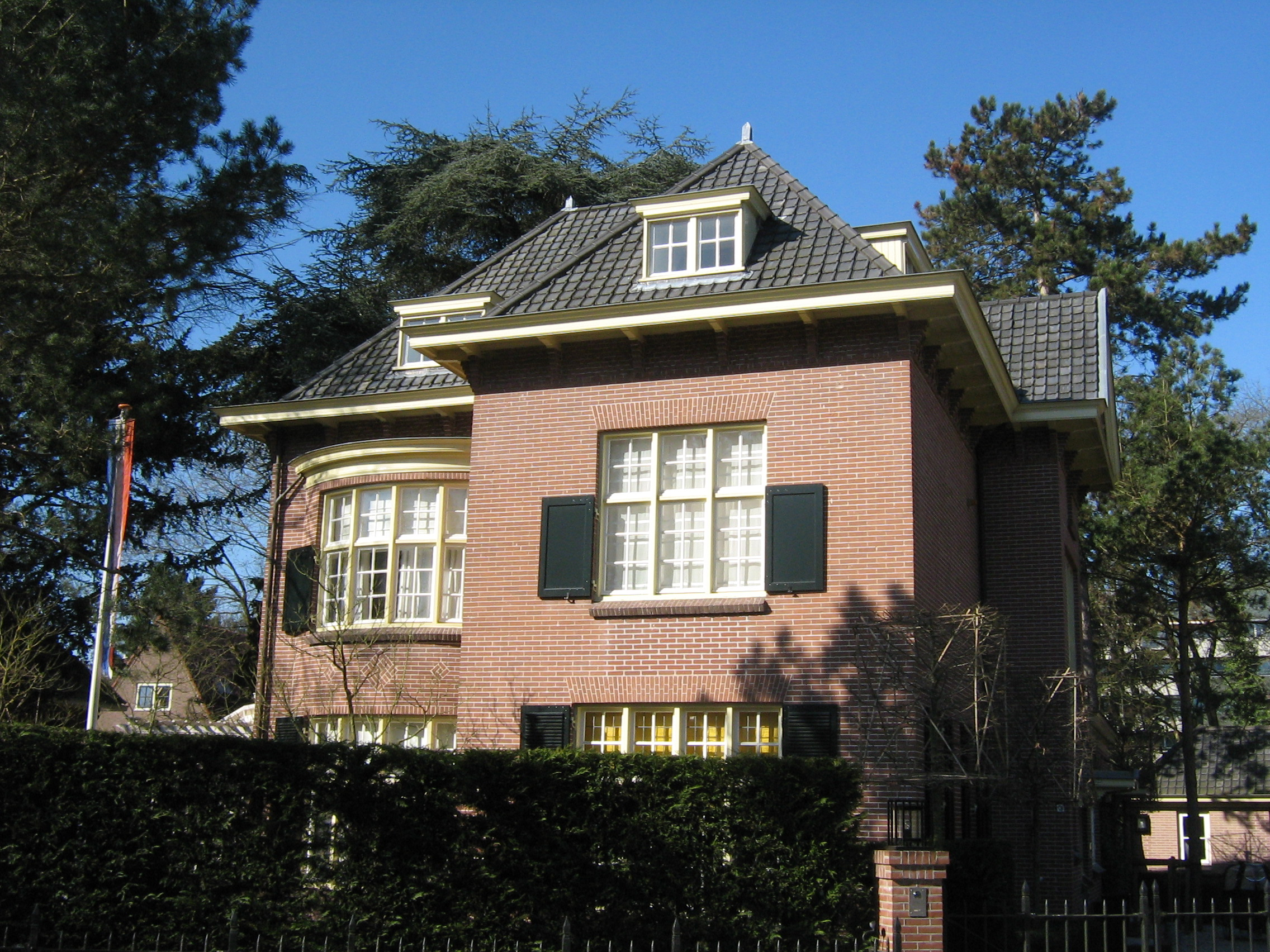
Woonhuis J.B. Hillen in Hilversum

Johannes Baptista Hillen (Amsterdam, 25 september 1877 - Hilversum, 27 maart 1947) was een Nederlands meubelfabrikant en eigenaar van de gelijknamige firma J.B. Hillen. Deze is in 1899 geleidelijk gefuseerd tot de firma Hillen & Roosen terwijl een afsplitsing ervan later een tijd lang nog separaat doorging als Hillen Interiors in Amsterdam.

## Opleiding en bedrijf
Hillen ging na de middelbare school werken in het familiebedrijf dat door zijn gelijknamige grootvader J.B. Hillen in 1847 was opgericht en waar zijn oom L.B. (Leo) Hillen toentertijd de directeur van was. Nadat hij zich verder had geschoold op het gebied van kunstnijverheid nam hij op jonge leeftijd de leiding over van de onderneming.
Het bedrijf had een meubelfabriek met tekenkamers en werkplaatsen in het gebouw Vrankrijk aan de Spuistraat 216 in Amsterdam.  Het kantoor en de toonzalen bevonden zich eerst aan het Damrak 66-67 en later aan het Rokin 154-156.

## Interieurarchitectuur
Hillen bouwde zijn bedrijf uit tot een onderneming die een belangrijke bijdrage leverde aan de binnenhuisarchitectuur. Er werden opdrachten uitgevoerd voor het inrichten van luxe villa's, ziekenhuizen, kantoren en bankinstellingen, zoals het inrichten van het voormalige hoofdkantoor van de Nederlandsche Handel-Maatschappij aan de Amsterdamse Vijzelstraat met interieur en meubilair ontworpen door Karel de Bazel. Dit pand ontstond tussen 1916 en 1926 en is nu De Bazel. Ook vaak gegoede particulieren waren klant bij Hillen. Het bedrijf ontwierp gebouwen en ook de interieurs en het werd na 1948, toen Johannes Baptista overleed nog geleid door de familie Hillen.
Naast het vervaardigen van meubilair en interieurs voor huizen en bedrijven werd het bedrijf ook bekend door het zich richten op de betimmering, meubilering en inrichting van luxe schepen. Samen met kunstenaar en interieurarchitect Carel Adolph Lion Cachet was hij met zijn bedrijf verantwoordelijk voor de luxe interieurs van vele passagiersschepen als de SS Grotius, SS Rembrandt en de SS Vondel.

## Samenwerking met Berlage
Bekend werd het bedrijf onder meer door diverse interieurs en meubels die ontworpen en vervaardigd werden voor de architect Hendrik Petrus Berlage. Hillen en Berlage werkten in het begin van de twintigste eeuw nauw samen en stelden samen compleet ingerichte interieurs ten toon op de wereldtentoonstellingen in Parijs (1900), Turijn (1902) en Milaan (1906). Een acht meter lange kastenwand, onderdeel van een compleet interieur dat was ontworpen door Berlage en vervaardigd door Hillen, uitgevoerd in eikenhout, won de gouden medaille tijdens de Wereldtentoonstelling van 1900 in Parijs. Het houtsnijwerk in de kasten was van de hand van Kees Oosschot.. Van deze kastenwand is slechts één kast nog publiek bekend overgebleven en die staat in het Kunstmuseum Den Haag. Of er nog andere kasten die los konden staan en ook tot wand geschakeld worden behouden zijn gebleven is niet bekend. Ook het complete interieur van de gehele toonzaal die destijds werd ingericht in een van de paviljoens is niet behouden. Behalve de kastenwand bestond dit onder meer uit twee eettafels en een set van zes stoelen. Deze complete interieurs van de wereldtentoonstellingen werden dan ook weer in Nederland herplaatst op tentoonstellingen als de De Tentoonstelling van Toegepaste Moderne Kunst, gehouden te Arnhem van 22 augustus 1903 tot 1 oktober 1903. Nadien werden de meubels vaak separaat uitverkocht aan gegoede sociaal bevlogen personen als Anton Philips, Henri Polak en Floor Wibaut.

## Woonstee
Hillen woonde in Villa Schuttershof, een herenhuis aan de Trompenbergerweg 3 in het tegenwoordige Rijksbeschermd gezicht Hilversum - Noordwestelijk Villagebied. Dit pand uit 1912, ontworpen door Berlages tijdgenoot Everwijn Verschuyl, is een Hilversums gemeentelijk monument.
- Biografisch Portaal: 45071867